# Charles Tilstone Beke
Charles Tilstone Beke (Stepney, 10 ottobre 1800 – Bromley, 31 luglio 1874) è stato un viaggiatore e geografo britannico.
Nato a Stepney, nei dintorni di Londra da un mercante attivo nella City, il giovane Beke seguì per qualche tempo le orme del padre.
Intraprese gli studi in legge al Lincoln's Inn e per un certo tempo esercitò la sua professione forense ma si dedicò infine allo studio delle discipline storiche e geografiche per le quali era un vero appassionato.
I primi risultati delle sue ricerche emersero nella sua opera Origines Biblicae, o Researches in Primeval History pubblicato per la prima volta nel 1834. L'opera era un tentativo di ricostruire i primordi della storia umana tramite la storia geologica e suscitò lo scalpore e le proteste degli studiosi tradizionali della Genesi, tuttavia il merito scientifico dell'opera venne riconosciuto dall'Università di Tubinga.